# آلفرد دی‌گائتانو
آلفرد دی‌گائتانو (انگلیسی: Alfred DeGaetano؛ ۶ دسامبر ۱۸۹۴ – ۳ مه ۱۹۵۸) تدوین‌گر اهل ایالات متحده آمریکا بود.
از فیلم‌هایی که وی در آن‌ها نقش داشته‌است، می‌توان به اسلحه‌های بزرگ و اسکاتلندیارد اشاره نمود.